# 8218-as mellékút (Magyarország)
A 8218-as számú mellékút egy közel 20 kilométer hosszú, négy számjegyű mellékút Komárom-Esztergom és Győr-Moson-Sopron vármegyék határvidékén. Kisbért és a 81-es főutat kapcsolja össze a 82-es főút veszprémvarsányi szakaszával, feltárva közben az útjába eső bakonyaljai településeket.

## Nyomvonala
Kisbér történelmi központjában ágazik ki a 81-es főút 47. kilométere után lévő körforgalmú csomópontból, nyugat-délnyugat felé a 81-es által addig követett irányban, míg a főút északnyugat felé fordul. Széchenyi utca néven indul, a Polgármesteri Hivatalnál ágazik ki belőle a Városház tér a Penny áruház, a kórház és az autóbusz-pályaudvar felé, majd fél kilométer után kiágazik belőle dél felé a 82 322-es számú mellékút a Székesfehérvár–Komárom-vasútvonal (és a már megszűnt) Környe–Pápa-vasútvonal Kisbér vasútállomása irányába, ezután pedig keresztezi is a komáromi vonal vágányait. Hamarosan kissé délebbre fordul,ezáltal még az első kilométerének elérése előtt áthalad a pápai vonal vágányai felett is. Nagyjából 1,5 kilométer után kilép a város lakott területéről, a következő fontosabb elágazása kicsivel ezt követően már külterületen található: ott a 82 116-os út ágazik ki belőle dél felé, a különálló Hánta városrész irányába.
Bő 2,5 kilométer után az út Ászár területére érkezik, ahol ismét keresztezi a már nem üzemelő pápai vasutat, de a községnek csak csekély külterületeit érinti (és a központjával sincs közúti kapcsolata): 3,3 kilométer után átlépi Bakonyszombathely határát és még a negyedik kilométere előtt újra áthalad az itt elég sűrűn kanyargó vasúti nyomvonal felett. Magát a települést 5,8 kilométer után éri el, majd a központban, 6,2 kilométer után keresztezi a Bakonycsernye nyugati szélétől induló 8208-as utat, amely itt már csaknem 20 kilométer megtétele után jár. Nem sokkal a keresztezés után a 8218-as elhagyja a település házait, 8,8 kilométer után pedig Bakonybánk területére ér.
Alig néhány lépésre Bakonybánk határszélétől beletorkollik dél felől a 8217-es út Réde központja illetve a 82-es út bakonyszentkirályi szakasza felől, majd 9,5 kilométer után észak felé indul egy, a korábbi jelentőségét már nagyrészt elvesztett közút: a 82 324-es, amely Bakonybánk megállóhelyet szolgálta ki. A 10. kilométere táján lép csak be ténylegesen Bakonybánk lakott területére, ahol a Kossuth Lajos utca nevet veszi fel. Nagyjából másfél kilométert halad a község házai között, majd miután elhagyja azokat, nem sokkal azután – a 12. kilométere közelében – eléri Komárom-Esztergom és Győr-Moson-Sopron vármegyék, ezen belül Bakonybánk és Tápszentmiklós határát. Bő egy kilométernyit halad a határvonalon vagy annak közvetlen közelében, de úgy tűnik, hogy a következő kereszteződése már éppen nem érinti Bakonybánk területét: a Győrtől idáig húzódó 8222-es út a határszélétől kicsivel nyugatra éri el a 8218-ast.
Ettől a ponttól az út nyugatnak fordul és Tápszentmiklóst ennél jobban nem is érinti: még a 14. kilométere előtt átszeli Lázi határát és ott folytatódik. A lakott területet mintegy 15,5 kilométer után éri el, a falu házai közt több, közel derékszögű irányváltása van, amiken túljutva, a 17. kilométere táján, délnyugati irányban lép ki a községből.
Szinte egyazon a ponton keresztezi, kicsivel a 19. kilométere után Veszprémvarsány határát, illetve a Győr–Veszprém-vasútvonal és a pápai vonal közös szakaszát, Veszprémvarsány vasútállomás északi szélénél; ezt követően pedig rövidesen véget is ér, beletorkollva a 82-es főútba, annak 45+500-as kilométerszelvénye mellett. Egyenes folytatása a 832-es főút, amelynek kilométer-számozása azonban ellentétes irányban halad (ugyanúgy itt ér véget), tehát Pápától idáig húzódva mintegy 32 kilométeren van túl.
Teljes hossza, az országos közutak térképes nyilvántartását szolgáló kira.gov.hu adatbázisa szerint 19,243 kilométer.

## Települések az út mentén
- Kisbér
- (Ászár)
- Bakonyszombathely
- Bakonybánk
- (Tápszentmiklós)
- Lázi
- Veszprémvarsány